# Hadynów (gromada)
Hadynów – dawna gromada, czyli najmniejsza jednostka podziału terytorialnego Polskiej Rzeczypospolitej Ludowej w latach 1954–1972.
Gromady, z gromadzkimi radami narodowymi (GRN) jako organami władzy najniższego stopnia na wsi, funkcjonowały od reformy reorganizującej administrację wiejską przeprowadzonej jesienią 1954 do momentu ich zniesienia z dniem 1 stycznia 1973, tym samym wypierając organizację gminną w latach 1954–1972.
Gromadę Hadynów z siedzibą GRN w Hadynowie utworzono – jako jedną z 8759 gromad – w powiecie siedleckim w woj. warszawskim, na mocy uchwały nr VI/10/18/54 WRN w Warszawie z dnia 5 października 1954. W skład jednostki weszły obszary dotychczasowych gromad Bolesty, Hadynów, Pietrusy, Radlnia, Szawły i Wyczółki ze zniesionej gminy Olszanka oraz obszary dotychczasowych gromad Łepki Nowe, Łepki Stare, Rudnik i Szańków() ze zniesionej gminy Świniarów w tymże powiecie. Dla gromady ustalono 20 członków gromadzkiej rady narodowej.
1 stycznia 1956 gromada weszła w skład nowo utworzonego powiatu łosickiego w tymże województwie.
1 stycznia 1969 z gromady Hadynów wyłączono wsie Bolesty, Hadynów, Pietrusy, Radlnia i Szawły, włączając ją do gromady Olszanka w tymże powiecie, po czym gromadę Hadynów zniesiono, a jej (pozostały) obszar wszedł w skład nowo utworzonej gromady Łosice w tamże.